# Press (Zeitung)
Press ist eine am 15. Dezember 2005 gegründete serbische Tageszeitung aus der Hauptstadt Belgrad und zählt heute zu den führenden Zeitungen des Landes.